# Pemberton (Minnesota)
Pemberton és una població dels Estats Units a l'estat de Minnesota. Segons el cens del 2000 tenia 246 habitants.

## Demografia
Segons el cens del 2000, Pemberton tenia 246 habitants, 84 habitatges, i 64 famílies. La densitat de població era de 452,3 habitants per km².
Dels 84 habitatges en un 41,7% hi vivien nens de menys de 18 anys, en un 64,3% hi vivien parelles casades, en un 8,3% dones solteres, i en un 23,8% no eren unitats familiars. En el 19% dels habitatges hi vivien persones soles el 7,1% de les quals corresponia a persones de 65 anys o més que vivien soles. El nombre mitjà de persones vivint en cada habitatge era de 2,93 i el nombre mitjà de persones que vivien en cada família era de 3,44.
Per edats la població es repartia de la següent manera: un 29,7% tenia menys de 18 anys, un 12,6% entre 18 i 24, un 30,1% entre 25 i 44, un 19,9% de 45 a 60 i un 7,7% 65 anys o més.
L'edat mediana era de 31 anys. Per cada 100 dones de 18 o més anys hi havia 98,9 homes.
La renda mediana per habitatge era de 39.167 $ i la renda mediana per família de 42.222 $. Els homes tenien una renda mediana de 25.714 $ mentre que les dones 22.361 $. La renda per capita de la població era de 17.640 $. Cap de les famílies i el 4,1% de la població estaven per davall del llindar de pobresa.

## Poblacions més properes
El següent diagrama mostra les poblacions més properes.